# Unsolved (série télévisée américaine)
 (mars 2022).
Si vous disposez d'ouvrages ou d'articles de référence ou si vous connaissez des sites web de qualité traitant du thème abordé ici, merci de compléter l'article en donnant les références utiles à sa vérifiabilité et en les liant à la section « Notes et références ».
Unsolved, ou en français Classé sans suite, est une mini-série télévisée américaine. Il s'agit d'une série anthologique qui propose pour chacune de ses saisons un crime médiatisé resté irrésolu. Lancée aux États-Unis sur la chaîne USA Network, le 27 février 2018, la saison 1 retrace les morts successives des légendes du rap Tupac et The Notorious B.I.G.
En France, la série est disponible sur Netflix, depuis le 18 Juin 2018.
Pour sa première saison intitulée The Murders of Tupac and the Notorious BIG, la série revient sur une des enquêtes les plus célèbres des années 1990 : les meurtres successifs de Tupac Shakur et Christopher Wallace, aka The Notorious B.I.G. Assassinés à six mois d’intervalle avec le même mode opératoire (un drive-by shooting), les deux rappeurs et leurs familles n’ont jamais obtenu toute la vérité sur les raisons et les auteurs de ces crimes. 
Le récit d’Unsolved est découpé selon plusieurs timelines qui permettent de retracer le meurtre de Tupac et Biggie Smalls : en 2006, avec la réouverture de l’enquête par Greg Kading ; en 1997, avec l'enquête de Russell Poole, en 1997 ; en 1996, juste avant le meurtre du premier rappeur et en 1993, alors que les deux artistes étaient amis et commençaient à émerger sur la scène hip-hop. 

## Synopsis
Le 13 septembre 1996, Tupac Amaru Shakur mourrait sous les balles d'une fusillade dans son véhicule. Le 9 mars 1997, à six mois d'intervalle, Christopher Wallace (The Notorious B.I.G.) décédait dans les mêmes conditions, en drive-by-shooting .
Dans la série, Russell Poole est chargé d'élucider cette affaire, en 1997 avant d'être mis sur la touche. 
Greg Kading reprend l'enquête de Poole, en 2006, là où elle s'était arrêtée, avec la mission d'établir si des éléments du Los Angeles Police Département sont impliqués dans les deux meurtres, de près ou de loin.
Les 10 épisodes posent les questions suivantes : quelles sont les raisons de ces deux meurtres ? S'agit-il d'une banale affaire de règlement de comptes entre gangs ? Les deux artistes sont-ils morts des suites d'une rivalité entre rappeurs de la Côte Est (East Coast) et rappeurs de la Côte Ouest (West Coast) ? La police de Los Angeles était-elle impliquée ? 
La série mêle scènes de flashbacks et double enquête (en 1997 et 2006) pour tenter de démêler les fils.

## Théories liées aux meurtres de Tupac Shakur et Christopher Wallace
Au cours des épisodes, les protagonistes échafaudent plusieurs théories quant aux assassinats de Tupac Shakur et Christopher Wallace :

### Théorie officielle
La première théorie, la plus répandue car reprise officiellement par les médias mais aussi par les polices de Los Angeles et de Las Vegas, est celle d'une guerre des gangs, sur fond de tension entre East Coast et West Coast : Un climat de tension qui dura de 1991 à 1997 et qui opposa les rappeurs issus de la côte ouest des États-Unis à ceux de la côte est. Ce conflit mit en opposition, deux labels : Le sulfureux Death Row Records, géré par Marion Suge Knight et Bad Boy Records, avec à sa tête, Sean- Puffy- Combs. La mort de Tupac, et celle de Notorious B.I.G. six mois plus tard exacerbèrent cette rivalité.

### Théories de Russel Poole
- La première théorie du détective Russel Poole est que les meurtres de Biggie et Tupac étaient liés et que Suge Knight les a camouflés en guerre des gangs. Il affirma que Death Row Records employait en permanence une quarantaine d'officiers de police en service - du LAPD, de la police de Compton et des agents du FBI - et que le label se livrait à un trafic de drogue avec la bénédiction complice du District Attorney, Larry Longho.  Ainsi Knight aurait voulu éviter que sa "poule aux œufs d'or", Tupac, puisse prendre son envol et créer son propre label, en le faisant tuer. Ainsi, son décès aurait permis au gérant de Death Row de capitaliser sur sa mémoire et lui aurait rapporter des bénéfices. L'assassinat de Christopher Wallace serait, en revanche, une façon pour Suge Knight de se venger de Puff Daddy. Cette théorie est reprise dans la série et mise en corrélation avec la corruption de policiers du LAPD et leur implication dans le scandale de la division Rampart. Dans la série, Poole tente de faire le lien entre les officiers David Mack, Rafael Perez et Death Row Records ainsi que leur possible implication dans le meurtre de Christopher Wallace. Cependant, Poole ne put accréditer sa théorie, ce qui lui valut de se confronter à sa hiérarchie et de démissionner du LAPD. Jusqu'à sa mort, il tenta d'accréditer cette thèse. Cependant, en 2021, Phil Carson, un ancien agent du FBI, dit que des documents scellés indiqueraient que l’assassinat de Wallace aurait été effectué par Amir Muhammad, un homme lié à Nation of Islam, choisi par Knight, avec l’aide de policiers de Los Angeles corrompus. Et que, initialement, Amir Muhammad, proche d’agents du FBI, devait tuer Sean Combs[2].
- La deuxième théorie élaborée par Poole, proviendrait des confessions de l'un des prétendus meurtriers de Tupac. En effet, Malcolm Patton aurait confessé avoir tiré sur le rappeur, avec son frère Danny et un autre tireur, Donald Smith. À partir de ces déclarations, Poole s'est peu à peu convaincu que les conspirateurs étaient en réalité Sharitha Knight, l'ex-femme de Suge et Reggie Wright Jr, fils d'un lieutenant de la police de Compton et par ailleurs, responsable de la sécurité chez Death Row. L'ex-détective a évoqué le fait que les deux complices ont planifié le meurtre de Suge Knight pour prendre le contrôle de Death Row[3]. Dans la théorie de Poole, Donald Smith alias Lil ½ Dead dispose lui-même d'un motif pour tuer Shakur. L'adolescent aurait en effet rencontré Tupac en 1991. Il aurait alors transmis une démo à la jeune star, qui ne l'aurait jamais recontacté, et la lui aurait volée pour en faire son premier single. Depuis, Réggie Writh Jr a dénoncé cette théorie.

### Théories
- Christopher Wallace ou un de ses proches, présent au MGM Grand, le soir de l'altercation entre Tupac et Anderson, aurait payé les Crips pour éliminer le rappeur. Cette théorie fut largement discréditée car reposant sur des documents falsifiés du FBI[3],
- Le FBI aurait éliminé les deux rappeurs, au nom du gouvernement des Etats Unis, sur fond de rivalité East Cost/West Cost. Cette théorie fut également fumeuse et l'implication du gouvernement rapidement rejetée[3],
- Tupac est bien vivant : Cette théorie est exploitée par des fans du rappeur qui espèrent qu'il puisse être vivant, confortés en cela par les propos de Suge Knight. Cependant, il est bien prouvé que Tupac est décédé, des suites de ses blessures[3].

## Production
La série fut commandée par USA Network, le 12 mai 2017. 
Anthony Hemingway, lauréat d'un Emmy, a dirigé le pilote et a produit la série, avec Mark Taylor par l'intermédiaire de leur société de production Hemingway-Taylor. Kyle Long a écrit le pilote et fut également producteur exécutif. 

### Fiche technique
- Titre générique français et québécois : Classé sans suite,

- Titre original : Unsolved, The Murders of Tupac and the Notorious BIG,

- Création : Kyle Long,

- Réalisation : Antoine Hemingway, Ernest Dickerson, Kate Woods, Erica Watson, Darren Grant,

- Scénario : Antoine Hemingway, Kyle Long, Greg Kading,
- Décors: Brent David Mannon et Claire Kaufman,
- Costumes: Rahimah Yoba et Dahlia Foroutan,

- Musique : Joseph Trapanese,

- Production : Antoine Hemingway, Marc Taylor, Greg Kading, Kyle Long

- Société de production : HemingwayTaylor et Universal Cable Productions

- Sociétés de distribution (pour la télévision) : NBC Universal Television Distribution

- Langue : Anglais

- Pays d'origine : États-Unis

- Genre: Policier

- Durée : 60 minutes.

## Distribution

### Rôles récurrents
- Josh Duhamel (VFB : Philippe Allard)  : Detective Greg Kading (10 épisodes)
- Bokeem Woodbine (VFB : Philippe Résimont) : Officier Daryn Dupree  (10 épisodes)
- Jimmi Simpson (VFB : Alexandre Crépet) : Detective Russell Poole  (10 épisodes)
- Wavyy Jonez (VFB : David Scarpuzza) : Christopher Wallace alias The Notorious B.I.G. (10 épisodes)
- Marcc Rose (VFB : Maxime Van Santfoort) : Tupac Shakur  (10 épisodes)
- Rhys Coiro (VFB : David Macaluso) : Jim Black (9 épisodes)
- Amirah Vann (VFB : Célia Torrens) : Justine Simon  (8 épisodes)
- Brent Sexton (VFB : Michel Hinderyckx) : Detective Brian Tyndall  (7 épisodes)
- Jamie McShane (VFB : David Manet) : Detective Fred Miller  (6 épisodes)
- Dominic L. Santana : Suge Knight (6 épisodes)
- Laurie Fortier (VFB : Karin Clercq) : Donna Kading (6 épisodes)
- Michael Harney (VFB : Robert Guilmard) : Lieutenant Paul Larson (5 épisodes)
- Luke James : Sean Combs  (5 épisodes)
- Scott Michael Campbell : Officier Tim Brennan  (5 épisodes)
- Lahmard J. Tate : Duane Keith David  (5 épisodes)
- Aisha Hinds (VFB : Monia Douieb) : Violetta Wallace  (5 épisodes)
- LeToya Luckett : Sharitha Golden  (5 épisodes)
- Lahmard J. Tate : Duane Keith Davis (5 épisodes)
- Mychal Thompson : Orlando Anderson  (5 épisodes)
- Camille Chen (VFB : Cathy Boquet) : Grace Kim (4 épisodes)

### Rôles ponctuels
- Michael Beach (VFB : Jean-Michel Vovk) : Detective Kelly Cooper (épisode 1)
- J. Anthony Pena (VFB : Guy Theunissen) : Gary Lopez (épisode 9)
- Chic Daniel (VFB : Bruno Bulté) : Lieutenant Garner (épisode 9)
- Vincent Foster (VFB : Bruno Bulté) : Pawnbroker (épisode 9)
- Gerald Downey (VFB : Laurent Bonnet) : Guy Carson (épisode 9)

Doublage
- Studio : ? (en Belgique)
- Direction artistique : Jean-Marc Delhausse
- Adaptation : Eugénie Delporte

Source : Cartons de doublage de la série sur Netflix.

## Episodes
| N° | Titre originale          | Titre en français          | Dirigé par        | Scénario de                              | Date de diffusion originale | Audimat (US) |
| 1  | "Wherever It Leads"      | "Suivre toutes les pistes" | Anthony Hemingway | Kyle Long                                | 27 Février 2018             | 1.60 Million |
| 2  | "Nobody Talks"           | "Personne ne parle"        | Anthony Hemingway | Kyle Long                                | 06 Mars 2018                | 1.13 Million |
| 3  | "The Mack"               | "La frime"                 | Ernest Dickerson  | Denitria Harris-Lawrence                 | 13 Mars 2018                | 1,01 Million |
| 4  | "Take Your Best Shot"    | "Faites de votre mieux"    | Anthony Hemingway | Chris Downey                             | 20 Mars 2018                | 1,04 Million |
| 5  | "The Art of War"         | "L'art de la guerre"       | Kate Woods        | Jameal Turner                            | 27 Mars 2018                | 0,95 Million |
| 6  | "East Coast, West Coast" | "East Coast, West Coast"   | Erica Watson      | Tash Gray                                | 03 Avril 2018               | 0,84 Million |
| 7  | "Half the Job"           | "Les choses, à moitié"     | Darren Grant      | Samir Mehta                              | 10 Avril 2018               | 0,81 Million |
| 8  | "Tupac Amaru Shakur"     | "Tupac Amaru Shakur"       | Anthony Hemingway | Denitria Harris-Lawrence & Jameal Turner | 17 Avril 2018               | 0,76 Million |
| 9  | "Christopher"            | "Christopher"              | Kate Woods        | Chris Downey                             | 24 Avril 2018               | 0,77 Million |
| 10 | "Unsolved?"              | "Classé sans suite?"       | Anthony Hemingway | Kyle Long                                | 01er Mai 2018               | 0,71 Million |

## Résumé des épisodes
- S01E01 - Suivre toutes les pistes: Le détective Russell Poole a lancé la première grande enquête sur le meurtre de The Notorious BIG. Dix ans plus tard, le détective Greg Kading commence à enquêter sur l'affaire de meurtre toujours ouverte.
- S01E02 - Personne ne parle : Kading et Dupree briefent le Biggie Smalls Task Force sur les théories populaires sur l'affaire. En 1997, Poole et Miller se rendent à Las Vegas pour enquêter sur un lien possible entre les meurtres de Biggie et de Tupac.
- S01E03 - La frime : Frustré par l'absence de progrès, l'équipe interroge le leadership de Kading. Biggie essaie de prévenir Tupac de ses dangereux nouveaux amis.
- 01E04 - Faites de votre mieux : La Task Force traque une personne d'intérêt. Après que Poole soit mis sur un nouveau cas, Miller interviewe la veuve de Biggie. Tupac fait face à des problèmes légaux et va enregistrer à Quad Studios à New York.
- S01E05 - L'art de la guerre : Poole et Tyndall enquêtent sur un flic sale. Le groupe reçoit les résultats d'un test balistique, qui sont très prometteurs. Biggie sort "Who Shot Ya", incitant Tupac à faire une alliance risquée.
- S01E06 - Côte Est, Côte Ouest : Le groupe poursuit un suspect. La querelle de Poole avec le lieutenant Larson continue. Biggie et Tupac se retrouvent au milieu d'une rivalité grandissante entre leurs labels.
- S01E07 - Les choses à moitié : Poole prend sa théorie sur le meurtre de Biggie en dehors du LAPD. Les tensions croissantes entre Biggie et Tupac débordent aux Soul Train Awards.
- S01E08 - Tupac Amaru Shakur : Le groupe reçoit de l'aide d'un informateur du FBI au passé discutable. Poole partage son travail avec Voletta Wallace. Après qu'on lui ait tiré dessus, Tupac s'accroche à la vie dans un hôpital de Las Vegas.
- S01E09 - Christopher : Le groupe a une nouvelle cible. Poole se heurte à son ancien partenaire, qui a des nouvelles informations sur l'affaire Biggie. Voletta Wallace rend visite à la chambre d'hôtel de son fils le lendemain de sa mort.
- S01E10 - Classé sans suite ? : Kading et DuPree rencontrent Poole, qui est de plus en plus nerveux. À court d'options, l'équipe spéciale mise sur un dangereux coup de bluff.

## Réception critique
Sur le site Web d'agrégation d'avis Rotten Tomatoes, la série détient un taux d'approbation de 73% sur la base de 26 avis, avec une note moyenne de 5,93 / 10. Le consensus critique du site Web se lit comme suit : " Les aspirations de Unsolved ne fonctionnent pas toujours dans sa structure procédurale, mais de solides performances et un esprit ambitieux pour trouver la vérité dans ce mystère du monde réel créent une exploration engageante de deux des influences les plus notoires de la culture pop."  
Metacritic a attribué à la série un score de 67 sur 100 sur la base de 16 avis, indiquant "des avis généralement favorables".